# Бальдиссеро-Канавезе
Бальдиссеро-Канавезе (итал. Baldissero Canavese, пьем. Bausser) — коммуна в Италии, располагается в области Пьемонт, в провинции Турин.
Население коммуны составляет 510 человек (2008 г.), плотность населения составляет 128 чел./км². Коммуна занимает площадь 4 км². Почтовый индекс — 10080. Телефонный код — 0124.
Покровителем коммуны почитается святой Мартин Турский, празднование 11 ноября.

## Демография
Динамика населения:

## Администрация коммуны
- Официальный сайт:

## Галерея
- Колокольня
- Фрески в Santa Maria di Vespiolla
- Monti Pelati